# Arsicatelep
Arsicatelep (románul Arşiţa) falu Romániában, Erdélyben, Beszterce-Naszód megyében.

## Fekvése
Magura mellett fekvő település.

## Története
Arsicatelep románul: Arşiţa korábban Magura (Măgura Ilvei) része volt 1910-ben 351 román lakossal. 1956 körül vált külön, ekkor 452 lakosa volt.
1966-ban 447 lakosából 444 román, 3 magyar volt, 1977-ben 492, 1992-ben 521, a 2002-es népszámláláskor pedig 442 román lakosa volt.